# Кайзер, Отто (фотограф)
Отто Кайзер (венг. Otto Kaiser; род. 24 ноября 1953, г. Папа, медье Веспрем) — венгерский фотограф, фотожурналист, Офицер Золотого Ордена Заслуг Венгрии.

## Биография
После окончания школы два года изучал студийную фотографию.
Начал свою карьеру в качестве фотоиллюстратора, затем работал в нескольких венгерских газетах и журналах.
Как фотограф в течение последних 15 лет работал над популяризацией венгерской культуры, народного творчества, архитектуры и предметов народного обихода венгров.
В ходе работы посетил почти 250 венгерских художников и деятелей искусства, живущих за пределами Венгрии. В ходе изучения творческих мастерских, венгерской диаспоры и реликвий Венгрии побывал в ряде стран, в том числе в Англии, Австрии, Боснии, Германии, Ирландии, Италии, Иране, Канаде, Кубе, Нидерландах, Никарагуа, Норвегии, Польше, Румынии, Сербии, Словакии, Словении, США, Турции, Украине, Франции, Хорватии, Швейцарии, Швеции, Шотландии, посетил Армению, Россию, Сицилию, Чехию.
Провёл персональные выставки в Анкаре, Брюсселе, Белграде, Будапеште, Варшаве, Варшаве, Клуж-Напока, Лондоне, Любляне, Монреале, Нови-Саде, Одорхею-Секуеске, Сараево, Подгорице, Таллине, Флоренции, Штутгарт и др.
Автор многих фотоальбомов и книг.

## Избранная библиография
- Венгерские особняки
- Венгерские замки
- Замки, дворцы
- Прекрасное венгерское вино
- Эгер
- Венгрия
- Будапешт, моя любовь
- Жолнай
- Балатон
- Винные погреба
- Моя любовь, Хорватия
- 1000 чудес Венгрии
- Моя Европа
- Печ
- Замок Буда
- Венгрия, моя родина
- Моя вечная любовь, Будапешт
- Жемчужины Венгрии
- Искусство церквей в Венгрии
- 1000 чудес венгерского народного искусства
- Венгерские пейзажи, венгерские ароматы
- Прованс и Лазурный берег
- 1000 чудес Карпатского бассейна

## Награды
- 2008 — Премия за венгерское искусство
- 2009 — Золотой Орден Заслуг (Венгрия)
- 2011 — Премия за изобразительное искусство
- 2019 — Премия «Наследие Венгрии»[2]